# Ioseba Fernández
Ioseba Fernández Fernández (Iturmendi, Navarra, 22 de octubre de 1989), más conocido deportivamente como Ioseba Fernández o Ioseba es un patinador de velocidad español, profesional desde 2011 y que actualmente representa a nivel nacional al club Berriro Ere IT, club en el que ha cosechado la mayoría de sus éxitos, siendo esta su segunda etapa como patinador naranja (2011-2012 y 2017-presente). Durante su carrera ha corrido a nivel nacional en los equipos Aralar Mendi, San Antonio, Lagunak, Cobra-El Prat, Amaya Sport y Berriro Ere. A nivel internacional viste los colores de su propia marca de patines Maestro Skates, y representa a la selección nacional absoluta desde su primera temporada en categoría sénior (2007) cuando tenía 17 años.[cita requerida]
Considerado como uno de los patinadores más fuertes del mundo. Fernández destaca en pruebas explosivas de velocidad, siendo su especialidad las pruebas individuales, a pesar de tener grandes éxitos también en pruebas de grupo. Se ha proclamado campeón del Mundo en 4 ocasiones y campeón de Europa en 12 ocasiones (11 individuales y 1 en relevos) y es el dominador de la velocidad de su país. Es un deportista que cuida al máximo todo lo que a su preparación se refiere. No se puede pasar por alto su continuidad al más alto nivel, al llevar 7 años consecutivos (desde 2012) sin bajar del pódium mundial.[cita requerida]

## Biografía

### Inicios en el patinaje
Todo empezó como un juego, con 4 años sus padres le llevaban a ver las competiciones de patinaje de su prima Maite, y aunque era pequeño creo que la velocidad y el ambiente de este deporte le gustaron. Por ello empezó a pedirles unos patines a sus padres, hasta que un día finalmente se los compraron. Comenzó a patinar en la bajera de su casa de la mano de su madre, y enseguida empezó a ir al frontón de Iturmendi. En unos meses se sacó ficha federativa en el club más cercano que era el Aralar-Mendi de Huarte-Araquil.
El comienzo fue muy peculiar. Aunque disfrutaba muchísimo entrenando, llegaba el sábado y había que competir, se ponía el body y los patines y calentaba con sus compañeros, pero a la hora de ir a la línea de salida desaparecía[cita requerida]. Por aquel entonces era muy tímido. Esto le costó mucho tiempo superarlo con la ayuda y paciencia de sus padres y entrenadores. Una vez superado empezó a competir en Pamplona. En la primera competición en la pista de Lagunak de Barañáin, le doblaron… La segunda fue en el circuito del parque de Antoniutti de Pamplona (un circuito más grande) y consiguió terminar la prueba, muy lejos de los primeros, pero llegó a cruzar la meta. Fue su primer triunfo.

## Palmarés
| 2008 - 2º en el Campeonato España de 200 m - 3º en el Campeonato España de 300m 2009 - Campeonato de España de 300m - Campeonato de España de 200 m - 2º en el Campeonato Europeo de 200 m 2010 - Campeonato de España de 200 m - Campeonato de España de 500 m Circuito - Campeonato de España de 300m - 3º en el Campeonato Europeo de 300m - 3º en el Campeonato Europeo de 200 m 2011 - Campeonato de España de 300m - Campeonato de España de 200 m - Campeonato de España de 500 m Circuito - Campeonato de España de 5000 m Relevos - 3º en el Campeonato Europeo de 300m - 3º en el Campeonato Europeo de 500 m Pista - 2º en el Campeonato Europeo de 3000 m Relevos - Campeonato Europeo de 200 m - Campeonato Europeo de 500 m Circuito - 5º en el Campeonato Mundial de 200 m 2012 - Campeonato de España de 200 m - Campeonato de España de 500 m Circuito - Campeonato de España de 300m - Campeonato de España de 500 m Pista - 2º en el Campeonato Mundial de 300m - Campeonato Mundial de 200 m - Récord del mundo en 200 m (15.879") 2013 - Campeonato de España de 300m - Campeonato de España de 200 m - Campeonato de España de 500 m Circuito - 2º en el Campeonato Europeo de 200 m - Campeonato Europeo de 300m - Campeonato Europeo de 500 m Circuito - 2º en el Campeonato Europeo de Relevos - 3º en el Campeonato Mundial de 300m - 2º en el Campeonato Mundial de 200 m 2014 - Campeonato de España de 300m - Campeonato de España de 500 m Pista - Campeonato de España de 200 m - Campeonato de España de 500 m Circuito - 2º en el Campeonato Europeo de 300m - Campeonato Europeo de 200 m - Campeonato Europeo de 500 m Circuito - 2º en el Campeonato Mundial de 200 m - Campeonato Mundial de 500 m Circuito | 2015 - Campeonato de España de 200 m - Campeonato de España de 300m - Campeonato de España de 500 m Circuito - 3º en el Campeonato Mundial de 100 m 2016 - Campeonato de España de 300m - Campeonato de España de 200 m - 2º en el Campeonato Europeo de 1 Vuelta Circuito - Campeonato Europeo de 100m - 2º en el Campeonato Mundial de 100m 2017 - Campeonato de España de 100 m - Campeonato de España de 1 Vuelta Circuito - Campeonato de España de 300m - Campeonato de España de 500 m - 2º en el Campeonato Europeo de 500 m - Campeonato Europeo de 100m - Campeonato Europeo de 1 Vuelta Circuito - 2º en el Campeonato Mundial de 300m - 2º en el Campeonato Mundial de 1 Vuelta Circuito - 3º en el Campeonato Mundial de 500 m - Campeonato Mundial de 100 m 2018 - Campeonato Europeo de 200 m - 2º en el Campeonato Europeo de 300m - Campeonato Europeo de 1 Vuelta Circuito - Campeonato Europeo de 500 m Por Equipos - Campeonato Mundial de 100 m - Récord del Mundo 100 m (9.68") 2019 - Campeonato de España de 100 m - Campeonato Europeo de 200 m - Campeonato Europeo de 500 m Por Equipos - Campeonato Europeo de 100 m - Campeonato Europeo de 1 Vuelta Circuito 2021 - Campeonato de España de 100 m - Campeonato de España de 1 Vuelta Circuito - Campeonato Europeo de 100 m - Campeonato Mundial de 100 m |

## Récords y marcas personales
- Récord del Mundo de 100 m (9.684").[26] 7 de julio de 2018 en Arnhem, Países Bajos.
- Record del Mundo de 200 m (15.879"). 12 de septiembre de 2012 en San Benedetto del Tronto, Italia.
  - Batido de nuevo (9.604) el 22 de abril de 2018, en Pamplona (Navarra), España.[28]
- Está considerado el patinador más rápido de la historia.
- Primer patinador en bajar de los 16 segundos en 200 m.[26]
- Primer patinador en bajar de los 24 segundos en 300m.[2]
- 7 ediciones consecutivos (2012-2018) sin bajar del pódium mundial.

## Equipos
| Equipos internacionales: - Maestro Skates International Team (2019-2020) - NL Custom Design World Team (2021-) | Equipos nacionales: - Aralar Mendi (Inicios-2002) - San Antonio (2002-2007) - Lagunak (2008) - Cobra El Prat (2009-2010) - Berriro Ere IT (2011-2012) - Amaya Sport - San Antonio (2013-2015) - Berriro Ere IT (2016-presente) |